# Kocktjärnarna (Östmarks socken, Värmland, 668523-133091)
Kocktjärnarna är en sjö i Torsby kommun i Värmland och ingår i Göta älvs huvudavrinningsområde.